# 鹿目町
鹿目町（かなめまち）は、熊本県人吉市の町名。
郵便番号は868-0078。

## 地理
市の西端に位置しており、東部を鹿目川が通っている。北で中神町、東側で上戸越町、南側で田野町、西側で球磨村三ケ浦と接している。集落は北部にあり、それより南の大部分は山林が広がっている。
また、当地の北部には日本の滝百選に選ばれた鹿目の滝があり、雄滝や雌滝、平滝の三つの滝がある。

## 歴史
江戸時代、当地には河合又五郎を匿うために人吉藩が用意した又五郎屋敷があった。

### 沿革
- 明治22年（1889年） - 西瀬村西浦の一部であった。
- 昭和17年（1942年)）- 西瀬村が人吉市の一部となったことにより、人吉市の町名となる。

## 人口と世帯数
2024年（令和6年）5月31日現在の世帯数と人口は以下の通りである。
| 町丁   | 世帯数 | 人口 |
| ------ | ------ | ---- |
| 鹿目町 | 45世帯 | 96人 |

## 小・中学校の学区
市立小・中学校に通う場合、学区は以下の通りとなる。
| 町丁 | 小学校             | 中学校             |
| ---- | ------------------ | ------------------ |
| 全域 | 人吉市立西瀬小学校 | 人吉市立第二中学校 |

なお、かつて当地には人吉市立西瀬小学校鹿目分校があったが、2007年（平成19年）休止ののち、2014年（平成26年）に廃止となった。

## 施設
- 西瀬コミュニティセンター鹿目分館 - 人吉市立西瀬小学校鹿目分校跡を利用している。